# Los Reyes de Juárez
Los Reyes de Juárez är en kommun i Mexiko.   Den ligger i delstaten Puebla, i den sydöstra delen av landet, 150 km öster om huvudstaden Mexico City. Antalet invånare är 18 761. Arean är 31 kvadratkilometer.
Terrängen i Los Reyes de Juárez är lite kuperad.
Följande samhällen finns i Los Reyes de Juárez:
- Santiago Acozac
- Buenavista de Juárez